# Welterbe in Benin

Zum Welterbe in Benin gehören (Stand 2023) drei UNESCO-Welterbestätten; zwei Weltkulturerbestätten und ein Weltnaturerbe. Benin hat die Welterbekonvention 1982 ratifiziert, die erste Welterbestätte wurden 1985 eingetragen. Die vorerst letzte Stätte wurde 2023 eingetragen.

## Welterbestätten
Diese Tabelle listet die UNESCO-Welterbestätten in Benin in chronologischer Reihenfolge nach dem Jahr ihrer Aufnahme in die Welterbeliste (K – Kulturerbe, N – Naturerbe, K/N – gemischt, (G) – auf der Liste des gefährdeten Welterbes).
| Bild                                | Bezeichnung                                | Jahr                  | Typ | Ref.    | Beschreibung |
| ----------------------------------- | ------------------------------------------ | --------------------- | --- | ------- | --- |
| (weitere Bilder)                    | Königspaläste von Abomey (Lage)            | 1985                  | K   | 323     | In Abomey, der ehemaligen Hauptstadt des von etwa 1620 bis 1892 bestehenden Königreichs von Dahomey, als Lehmbauten errichtete Paläste der zwölf Könige von Dahomey. |
| Nationalparkkomplex W-Arly-Pendjari | Nationalparkkomplex W-Arly-Pendjari (Lage) | 1996 (erweitert 2017) | N   | 749     | Die Stätte umfasst den in Benin gelegenen Teil des Nationalparks W, der grenzübergreifend in Benin, Burkina Faso und Niger liegt und den Nationalpark Pendjari. Auch der in Niger liegende Abschnitt gehört seit 1996 zum Weltnaturerbe, der in Burkina Faso liegende Abschnitt kam 2017 dazu. |
| Koutammakou – Land der Batammariba  | Koutammakou – Land der Batammariba         | 2023                  | K   | 1140bis | Erweiterung der Welterbestätte Koutammakou, Land der Batammariba in Togo Erfüllte Kriterien für Welterbe: iv., v. |

## Tentativliste
In der Tentativliste sind die Stätten eingetragen, die für eine Nominierung zur Aufnahme in die Welterbeliste vorgesehen sind.

### Aktuelle Welterbekandidaten
Derzeit (2023) sind sechs Stätten in der Tentativliste von Benin eingetragen, die letzte Eintragung erfolgte 2021. Die folgende Tabelle listet die Stätten in chronologischer Reihenfolge nach dem Jahr ihrer Aufnahme in die Tentativliste.
| Bild                                          | Bezeichnung                                                          | Jahr | Typ | Ref. | Beschreibung                                                              |
| --------------------------------------------- | -------------------------------------------------------------------- | ---- | --- | ---- | ------------------------------------------------------------------------- |
| Ouidah – Altstadtviertel und Sklavenroute     | Ouidah – Altstadtviertel und Sklavenroute (Lage)                     | 1996 | K   | 870  |                                                                           |
| Porto-Novo – Altstadtviertel und Königspalast | Porto-Novo – Altstadtviertel und Königspalast (Lage)                 | 1996 | K   | 871  |                                                                           |
|                                               | Reservat W am Niger und traditionelles Siedlungsgebiet in Nord-Benin | 1996 | K   | 872  |                                                                           |
| Unterirdisches Dorf Agongointo-Zoungoudo      | Unterirdisches Dorf Agongointo-Zoungoudo                             | 1998 | K   | 988  |                                                                           |
| Unteres Ouémé-Tal                             | Unteres Ouémé-Tal                                                    | 2020 | K/N | 6481 | Beinhaltet den Vorschlag von Ganvié von 1996.                             |
| Markante Stätten der Sklavenroute in Benin    | Markante Stätten der Sklavenroute in Benin                           | 2021 | K   | 6512 | Acht verschiedene Stätten in Abomey, Savè, Dassa-Zounmè, Kétou und Ouidah |

### Ehemalige Welterbekandidaten
Diese Stätten standen früher auf der Tentativliste, wurden jedoch wieder zurückgezogen oder von der UNESCO abgelehnt. Stätten, die in anderen Einträgen auf der Tentativliste enthalten oder Bestandteile von Welterbestätten sind, werden hier nicht berücksichtigt.
| Bild                              | Bezeichnung                           | Jahr      | Typ | Ref. | Beschreibung                                                                        |
| --------------------------------- | ------------------------------------- | --------- | --- | ---- | ----------------------------------------------------------------------------------- |
| Befestigte Siedlungen: Tata-Somba | Befestigte Siedlungen: Tata-Somba     | 1987–1996 | K   |      | Tata-Somba sind die traditionellen burgartigen Behausungen des Volks der der Somba. |
| BW                                | Fassade der Moschee von Sakété (Lage) | 1987–1996 | K   |      |                                                                                     |